# Neuilly-le-Bisson
Neuilly-le-Bisson è un comune francese di 274 abitanti situato nel dipartimento dell'Orne nella regione della Normandia.

## Società

### Evoluzione demografica
Abitanti censiti